# Råttloppa
Råttloppa eller europeisk råttloppa (Nosopsyllus fasciatus) är en loppart. Den är 2–3 millimeter lång och har brunråttan som värddjur. Loppan finns över hela världen, men framför allt i den tempererade zonen. Den kan via råttor även överföras till andra smågnagare. I brist på råttor kan den sticka människor och därigenom, liksom pestloppan, överföra böldpest.